# Arboreto de la E.T.S.I. de Montes (UPM)
El arboreto de la E.T.S.I. de Montes es un arboretum que se encuentra alrededor de la Escuela Técnica Superior de Ingenieros de Montes en la Universidad Politécnica de Madrid, en la ciudad de Madrid, España. 
Es miembro del ENSCONET y de la Asociación Ibero-Macaronésica de Jardines Botánicos. 
Su código de identificación internacional como institución botánica, así como las siglas de su herbario es EMMA. 

## Localización
Se encuentra entre las calles Ramiro de Maeztu, Camino Moreras, y la Calle Leonardo Prieto, en la Escuela Técnica Superior de Ingenieros de Montes; Ciudad Universitaria, s/n 28040 Madrid.
Planos y vistas satelitales. 40°26′32″N 3°43′41″O / 40.44222, -3.72806
Su horario de visitas es de lunes a viernes, de 9:00 a 18:00 y está abierto al público en general.

## Historia
El diseñador en 1941, fue Luis Ceballos y Fernández de Córdoba, profesor de Botánica y Geografía Botánica de la escuela, diseñando además del arboreto, todos los jardines de la Ciudad Universitaria.
Se iniciaron las plantaciones del Arboreto de Montes en 1945.

## Colecciones
El espacio ocupado por el Arboreto es el mayor de una universidad europea. Cuenta con varias zonas diseñadas para representar los diferentes ecotipos. Tres espacios claramente diferenciados:
- Una primera zona de carácter boscoso transitable a través de sendas.
- Una segunda con un ajardinamiento clásico, en torno al edificio principal de la Escuela.
- Una tercera, destinada a la aclimatación y cultivo.

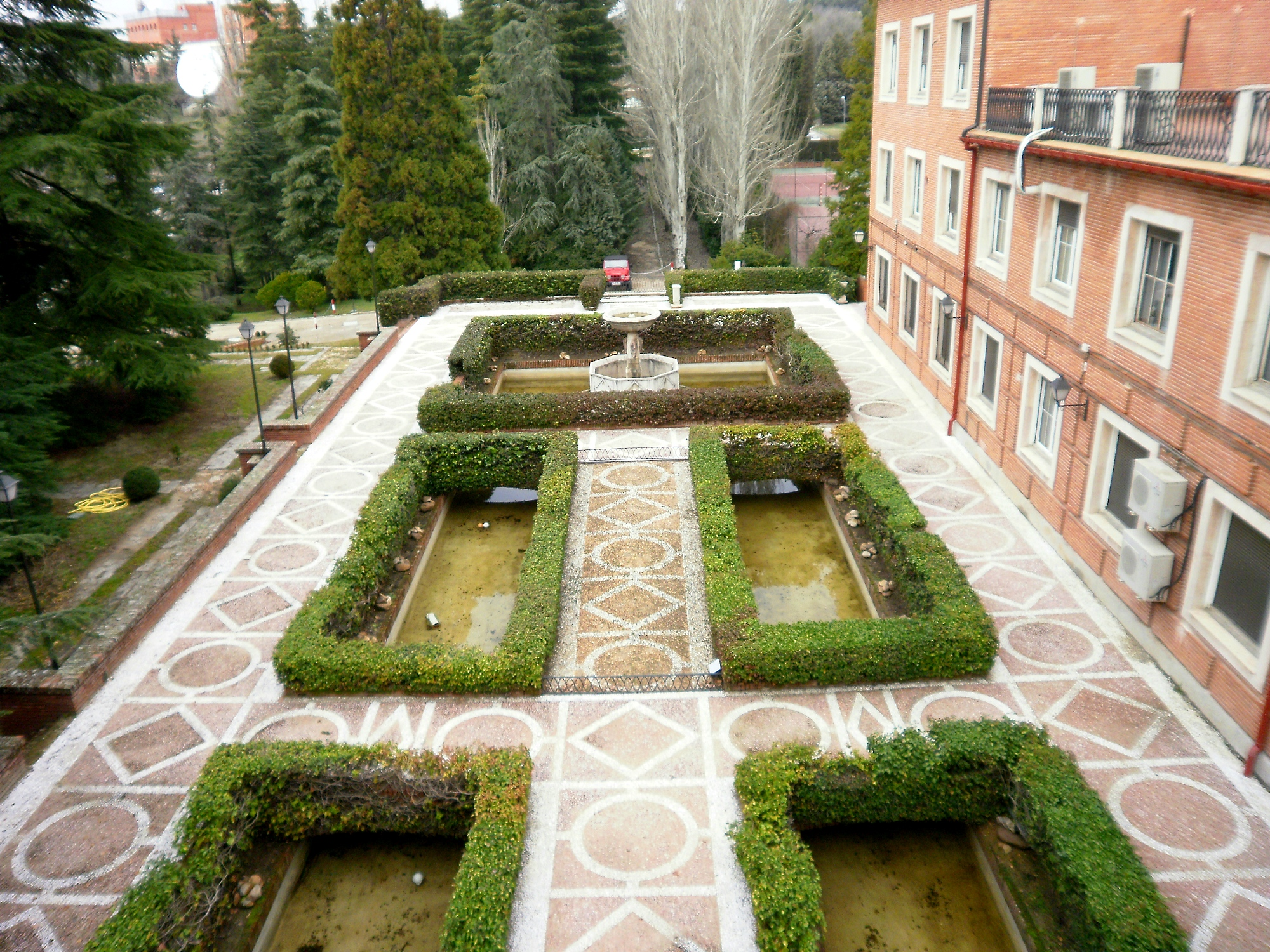
Jardín del edificio principal del ETSI de Montes.

El arboreto alberga unas 400 especies de plantas vasculares; número que se va incrementando año tras año por las aportaciones de diferentes entidades, constituyendo uno de los arboretos más importantes de Madrid.
Los árboles se encuentran agrupados como:
- Alcornocal de Quercus suber, donde también destaca la presencia de encinas (Quercus ilex subsp. ballota), durillos (Viburnum tinus), jaras (Cistus ssp), adelfas (Nerium oleander) o pinos piñoneros (Pinus pinea).
- Zona mixta, en esta zona predominan los durillos (Viburnum tinus), las adelfas (Nerium oleander), y los aligustres (Ligustrum lucidum y Ligustrum vulgare). También destacan el pinsapo (Abies pinsapo), el Pinus canariensis y el pino carrasco (Pinus halepensis).
- Cedros, son bosquetes casi exclusivamente compuestos por individuos de Cedrus deodara, aunque también se puede ver algún pie de Cedrus atlantica, durillos o piracantas (Pyracantha sp).
- Chopera, varias especies del género Populus, siendo la especie predominante en este espacio el álamo blanco piramidal (Populus bolleana o Populus alba).
- Eucaliptos, varias especies del género Eucalyptus, siendo el más abundante el Eucalyptus globulus.
- Abedules, hay dos pequeñas cuadrículas monoespecíficas de Betula pendula.
- Praderas, en ellas se pueden encontrar infinidad de especies vegetales diferentes, quizá destaquen algo más en número los negrillos (Ulmus pumila), arizónicas (Cupressus arizonica), álamos blancos (Populus bolleana) o lilos (Syringa vulgaris).